# سباستین ده چاوناک
 سباستین دو شوناک (انگلیسی: Sébastien de Chaunac؛ زادهٔ ۷ اکتبر ۱۹۷۷) یک تنیس‌باز اهل فرانسه است. 